# GLAAD Media Awards 2009
La 20ª edizione dei GLAAD Media Awards si è tenuta nel 2009. Le cerimonie di premiazione hanno avuto luogo al Marriot Marquis di New York il 28 marzo, al Nokia Theatre di Los Angeles il 18 aprile e all'Hilton Towers di San Francisco il 9 maggio.

## New York
Excellence in Media Award
- Tyra Banks

Vito Russo Award
- Suze Orman

Riconoscimento Speciale
- Phil Donahue
- "The Laramie Project, 10 Years Later: The Lasting Legacy of Matthew Shepard"

Miglior film della piccola distribuzione
- Noah's Arc: Jumping the Broom
- Shelter
- Ai confini del paradiso
- Save Me - Salvami
- XXY

Miglior documentario
- A Jihad for Love
- Chris & Don: A Love Story
- Freeheld
- Saving Marriage
- Sex Change Hospital

Miglior serie Daytime drammatica;
- Così gira il mondo
- La valle dei pini

Miglior cantante
- k.d. lang, Watershed
- Jay Brannan, Goddamned
- Hercules and Love Affair, Hercules and Love Affair
- The Magnetic Fields, Distortion
- Sam Sparro, Sam Sparro

## Los Angeles
Vanguard Award
- Kathy Griffin

Stephen F. Kolzak Award
- Gene Robinson

Riconoscimento Speciale
- The L Word
- Prop 8: The Musical

Miglior film della grande distribuzione
- Milk
- Ritorno a Brideshead
- Nick & Norah: tutto accadde in una notte
- RocknRolla
- Vicky Cristina Barcelona

Miglior serie commedia
- Desperate Housewives
- Greek - La confraternita
- Reaper
- Skins
- Ugly Betty

Miglior serie drammatica
- Brothers & Sisters
- South of Nowhere
- The L Word
- Torchwood
- True Blood

Miglior episodio serie TV
- "Cattive ragazze", La complicata vita di Christine
- "Ghostfacers", Supernatural
- "Uomini coraggiosi", Life on Mars
- "Diversità", Ghost Whisperer
- "Compatibilità", E.R. - Medici in prima linea

Miglior episodio talk show
- "Ellen & Portia's Wedding Day", The Ellen DeGeneres Show
- "Don't Ruin My Gay Wedding", The Tyra Banks Show
- "Gays in the Ghetto", The Tyra Banks Show
- "The Pregnant Man", The Oprah Winfrey Show
- "Transgender Triumphs", The Tyra Banks Show

## San Francisco
Davidson/Valentini Award
- Chad Allen

San Francisco Local Hero Award
- Geoff Callan e Mike Shaw, "Pursuit of Equality"

Riconoscimento Speciale;
- Dustin Lance Black
- Lucía Méndez

Miglior film per la televisione
- East Side Story
- Affinity
- Ice Blues: A Donald Strachey Mystery
- Oh Happy Day
- On the Other Hand, Death: A Donald Strachey Mystery

Miglior reality show
- I want to work for Diddy
- Transamerican Love Story
- America's Next Top Model
- Kathy Griffin: My Life on the D-List
- Shirts & Skins